# Vito d'Asio
Vito d'Asio este o comună din provincia Pordenone, regiunea Friuli-Veneția Giulia, Italia, cu o populație de 719 locuitori (1 ianuarie 2023) și o suprafață de 53,72 km².

## Demografie
Vito d'Asio - evoluția demografică

|  | Graficele sunt indisponibile din cauza unor probleme tehnice. Mai multe informații se găsesc la Phabricator și la wiki-ul MediaWiki. |

Date: Recensăminte sau birourile de statistică - grafică realizată de Wikipedia